# Люце, Иоанн Вильгельм Людвиг фон
Иоанн Вильгельм Людвиг фон Люце (нем. Johann Wilhelm Ludwig von Luce; 1756—1842) — доктор богословия и медицины, лютеранский священник, врач, писатель, историк острова Эзель, а также нумизмат. Отец Ф. И. Люце.

## Биография
Родился 25 августа 1756 года в Хассельфельде, где его дед был городским старшиной, а отец заведовал сначала таможенными сборами, а затем почтой.
Согласно воле своих родителей, но вопреки собственному расположению, Люце посвятил себя богословским занятиям, которые с 1774 года продолжал в Гёттингенском университете, а с 1776 — в Гельмштедтском. В 1777 году, получив диплом доктора богословия, он однако поступил воспитателем к детям, а спустя четыре года, отправился на остров Эзель домашним учителем в семью капитана Штакельберга.
В 1783 году он решил стать пастором и был назначен в приход Пюха (на Эзеле), но через два года отказался от проповеднической деятельности и, купив себе небольшое имение, поселился в деревне. В 1787 году по семейным обстоятельствам он поехал на родину. Затем вскоре овдовел и теперь уже бесповоротно решил заняться медициной, физикой, химией и естествознанием. С этою целью в 1789 году он вновь поступил в Гёттингенский университет, в 1792 году сдал экзамен в Эрфурте и отправился в Петербург, намереваясь получить здесь право врачебной практики в Российской империи; однако изменил своё решение и вновь поселился на о. Эзеле. В 1794 году Гёттингенский университет за диссертацию  «Ueber die Ursachen der Degeneration der organisirten Körper» присудил ему учёную степень доктора медицины.
В 1795 году получил дворянский титул Священной Римской империи; был принят в число эстляндского дворянства.
Несколько позже он выдержал в Петербурге экзамен на право медицинской практики и, вернувшись в Аренсбург, занялся приведением в порядок местной аптеки. С 1798 года началась его служба по выборам от дворянства: он был попечителем аренсбургского земского госпиталя, ученым членом аренсбургской ратуши, судьею и полицеймейстером (до 1804 г.), а затем в течение 16 лет занимал должность смотрителя училищ аренсбургского округа.
В 1817 году он основал эстонское просветительное общество, а в 1818 году положил начало местному экономическому союзу.
Люце был почётным и действительным членом многих учёных обществ в России и за границей, членом-корреспондентом Императорского человеколюбивого общества, членом Императорского Вольного экономического общества, вице-президентом аренсбургского отдела русского Библейского общества и президентом аренсбургской экономической академии. 
Кроме многочисленных экономических, медицинских и исторических очерков он был автором публикаций, в которых последовательно выступал за отмену крепостного права в Прибалтике.
Скончался в Аренсбурге в 1842 году (по разным сведениям, 25 апреля или 23 мая). 

## Труды
- Johann Willem Luddi Ludse Sarema Jutto ramat mis mahrawa römuks ja kassuks Publisher J. H. Gressel Pages 259 January 1843  (эст.)

## Семья
Первый брак: 17 августа 1784 года в Гут-Санделе с Иоганной Луизой фон Фитингофф (11.10.1765— 27.08.1788). У них было трое детей, в том числе сын Иоганн Фридрих Вильгельм фон Люче (1785—1866).
Второй раз он женился 10 декабря 1793 года на Огюсте Кристине фон Адеркас (18.06.1772—31.10.1817), сестре Адеркаса. В этом браке родилось 13 детей, в том числе сын Готтард Фридрих Вильгельм фон Люче (1797—1881).